# Sokolohirne
Sokolohirne (ukrainisch Сокологірне; russisch Сокологорное Sokologornoje) ist ein Dorf im Südosten der ukrainischen Oblast Cherson mit etwa 800 Einwohnern (2001).
Das 1874 gegründete Dorf war zwischen dem 17. September 1941 und dem 30. Oktober 1943 von deutschen Truppen besetzt.

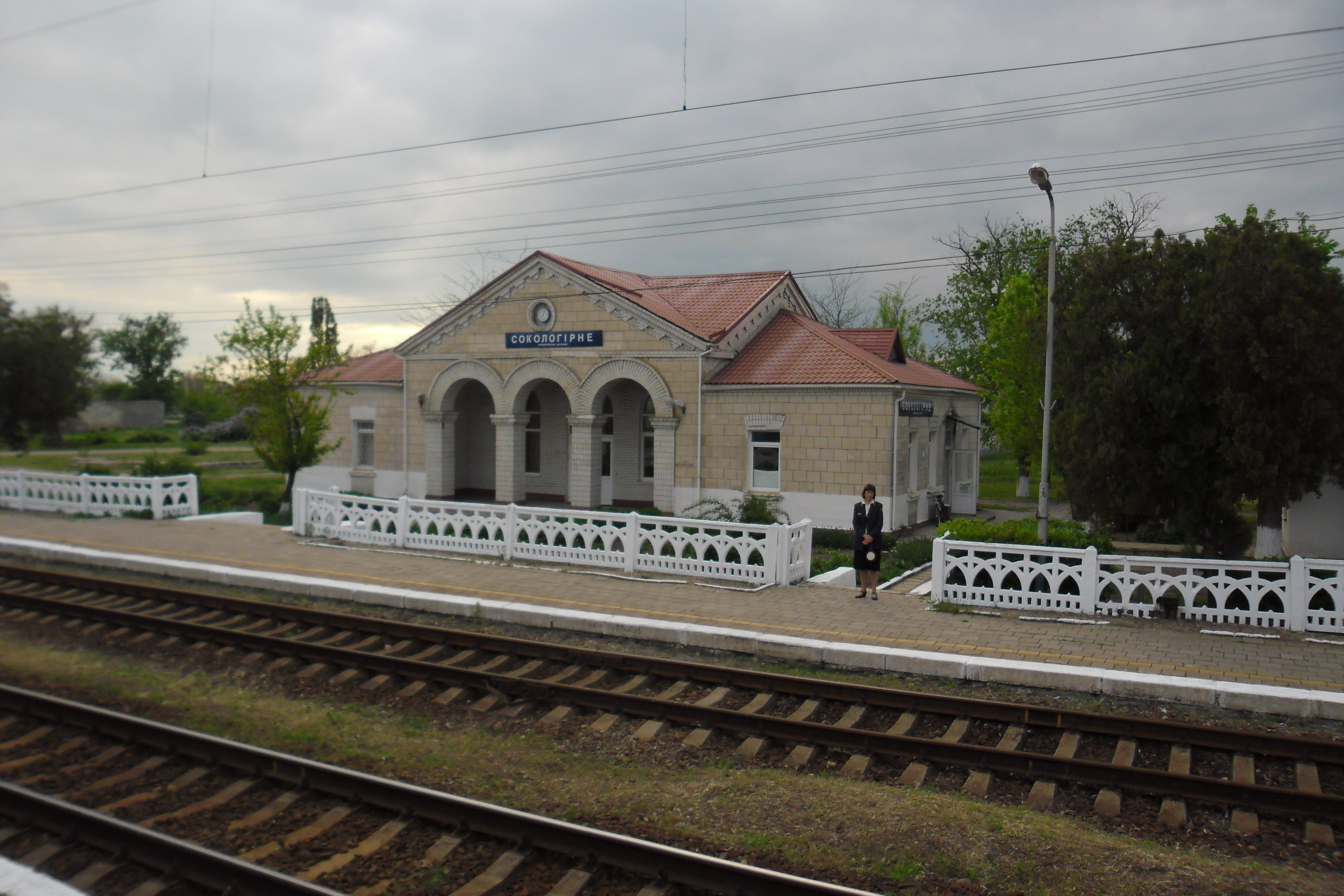
Bahnstation Sokolohirne

Die Ortschaft liegt an der Grenze zur Oblast Saporischschja auf einer Höhe von 24 m, etwa 45 km nordöstlich vom Rajonzentrum Henitschesk und etwa 200 km östlich vom Oblastzentrum Cherson.
Am Dorf vorbei verläuft die Fernstraße M 18/ E 105 sowie die Bahnstrecke Sewastopol–Charkiw, an der das Dorf eine Bahnstation besitzt.
Am 12. Juni 2020 wurde das Dorf ein Teil der neugegründeten Stadtgemeinde Henitschesk, bis dahin bildete es zusammen mit den Dörfern Makschijiwka (Макшіївка), Nowojefremiwka (Новоєфремівка) und Wynohradnyj Klyn (Виноградний Клин) die gleichnamige Landratsgemeinde Sokolohirne (Сокологірненська сільська рада/Sokolohirnenska silska rada) im Norden des Rajons Henitschesk.